# حجرية
حجرية (الاسم العلمي: Empetrum)، جنس شجيرات قزمة دائمة الخضرة تتكون من ثلاث أنواع، تنتمي إلى فصيلة الخلنجية. وتعرف باسم توت الغراب، ثمارها صالحة للأكل. توجد عادةً في نصف الكرة الشمالي، من المناخات المعتدلة إلى المناطق شبه القطبية، وأيضًا في جبال الأنديز الجنوبية لأمريكا الجنوبية وفي جزر جنوب المحيط الأطلسي وفي جورجيا الجنوبية وفي جزر فوكلاند وتريستان دا كونا. موائله النموذجية في أراضي المستنقعات، وغابات التندرا، والغَيْضات وغابات التنوب. كما توجد أيضًا في المناطق الساحلية المكشوفة على الكثبان الرملية وعلى الكثبان ذات الشكل البنطلوني.

## الأنواع
- حجرية سوداء الثمر